# Insurgencia en el Cáucaso Norte
La insurgencia en el Cáucaso Norte también conocida con el nombre de Frente Caucásico fue la continuación de la violencia política, étnica y religiosa en aquella región a pesar del final oficial de las operaciones armadas en Chechenia el 15 de abril de 2009 a una escala menor. Abarcó todas las regiones pertenecientes a Cáucaso septentrional pero la violencia estuvo  concentrada sobre todo en las repúblicas del Cáucaso Norte de Chechenia, Daguestán, Ingusetia y Kabardia-Balkaria, con sólo ocasionales enfrentamientos y atentados en otras partes (incluyendo Moscú y Osetia del Norte), pero también hubo preocupaciones que pudieron haber comprometido la seguridad de los Juegos Olímpicos de Sochi 2014.
Durante los cuatro meses del verano de 2009 murieron más de 442 personas en comparación a solo 150 de todo el año anterior. Según datos del Ministerio del Interior de Rusia, unos 150 individuos resultaron muertos y 686 heridos, mientras que más de 541 terroristas y colaboradores perdieron la vida y más de 600 terminaron encarcelados. En octubre de 2010, los insurgentes causaron cinco o seis bajas a las fuerzas rusas.
En Chechenia la violencia es aún constante, entre abril de 2009 y abril de 2010 unos 97 soldados y policías han muerto en actos de insurgencia, al mismo tiempo el gobierno ruso afirma el haber causado la muerte de 189 rebeldes y colaboradores. Para el caso de Daguestán la principal organización islámica armada es la Shariat Jamaat activa desde 2002, busca crear un estado independiente islámico. En Ingusetia ha estallado un conflicto, descrito como una guerra civil por los activistas locales de derechos humanos y políticos de la oposición, entre las fuerzas rusas y del gobierno local contra el grupo rebelde islámico Ingush Jamaat activo desde 2000. En Kabardia-Balkaria el principal grupo armado es el Yarmuk Jamaat, activo desde 2000.
En 2005, los diversos grupos armados formaron el llamado Frente del Cáucaso, como una organización para la cooperación y unión en sus actividades insurgentes y terroristas, el Frente quedó bajo el mando del expresidente islámico checheno Abdul-Halim Saduláyev. El 31 de octubre de 2007, proclamaron la formación del Emirato del Cáucaso, bajo el comando del expresidente de Chechenia, Dokú Umárov, como su primer Emir, organización considerada terrorista por Rusia y EE. UU., los grupos insurgentes proclamaron luchar por su independencia. Además de 1995 se han registrado la presencia de muyahidines árabes combatiendo principalmente en Chechenia.
La insurgencia se declaró oficialmente acabada el 19 de diciembre de 2017 por el Servicio Federal de Seguridad (FSB) después de más de 8 años de conflicto. A pesar de que aun se presentan algunas escaramuzas menores, la violencia actualmente ha bajado significativamente en la zona en comparación a años anteriores. Tras ello, apareció la Insurgencia del Estado Islámico en el Cáucaso del Norte.

## Ingusetia
En 2008, Magomed Yevlóyev, propietario del sitio web muy crítico de oposición Ingushetia.ru, fue asesinado mientras estaba bajo custodia policial. Las secuelas del asesinato estuvieron marcadas por un recrudecimiento de la actividad separatista y animosidad hacia Rusia y los rusos en la población de local. En el centro de esta controversia fue el impopular presidente Murat Zyazíkov, un exgeneral del KGB que fue criticado tanto por grupos de derechos humanos y por algunos miembros del gobierno ruso. El ministro del Interior de Ingusetia Musá Médov fue blanco de un atentado suicida en octubre de 2008. Finalmente, a Zyazíkov se le pidió la renuncia. El 30 de octubre de 2008, el presidente ruso, Dmitri Medvédev, firmó un decreto para destituir Zyazíkov de su cargo y lo sustituyera el teniente coronel Yunús-Bek Yevkúrov. Esto fue considerado por la oposición de Ingusetia como una victoria.
Sin embargo, la violencia no terminó. De acuerdo con la policía, cerca de 50 personas (incluyendo 27 rebeldes, 2 policías y 18 civiles) murieron en los enfrentamientos casi a diario en esta pequeña república (300.000 habitantes) en los tres primeros meses de 2009. Los asesinatos e intentos de asesinatos de figuras de alto perfil se volvieron comunes. El 10 de junio de 2009, Aza Gazguiréieva, la Jueza Jefe Adjunta de la Corte Suprema de Ingusetia, fue asesinada a balazos, y el 13 de junio el ex vice primer ministro Bashir Aúshev fue asesinado a tiros afuera de su casa. El presidente de Ingusetia resultó seriamente herido en un ataque suicida con bomba el 22 de junio, y el ministro de Construcción, Ruslán Amerjánov, fue muerto a tiros en su oficina el 13 de agosto.
En octubre de 2010, el grupo islámico Jamaat Ingusetia anunció una moratoria sobre los ataques a agentes de policía; de acuerdo con el presidente Yevkúrov, 400 agentes de policía habían sido asesinados en Ingusetia en cinco años hasta el 2 de octubre de 2010.